# L'invincibile ninja
L'invincibile ninja è un film statunitense del 1981 diretto da Menahem Golan.

## Trama
Cole è un veterano dell'esercito che ha studiato il ninjutsu con ottimi risultati, fino a divenire ninja a tutti gli effetti, cosa che manda su tutte le furie Hasegawa, il suo compagno di corso convinto che solo un giapponese possa aspirare ad un tale onore. Cole intanto si reca nelle Filippine, dove un suo vecchio amico gli chiede aiuto: un losco proprietario terriero vuole togliergli la proprietà con tutti i mezzi. Cole aiuterà l'amico, provocando le ire del losco proprietario, il quale chiamerà proprio Hasegawa, il ninja nero, per combattere Cole.

## Il film
Nel 1981 Mike Stone scrive per la casa produttrice Cannon il film Dance of Death, titolo che viene poi cambiato in Enter the Ninja. Il progetto vede Stone protagonista e molti attori marziali nel ruolo di ninja: viene così chiamato anche l'allora sconosciuto Shō Kosugi.
Durante la lavorazione del film, però, divergenze di opinioni fra la produzione e Mike Stone fanno abbandonare a quest'ultimo il ruolo da protagonista. Gli subentra l'italiano Franco Nero. Ma Mike Stone, oltre al ruolo da protagonista, svolgeva anche la mansione di coreografo dei combattimenti: la produzione affida quella mansione a Kosugi, così che questo diventa il co-protagonista del film, oltre che coreografo e stuntman per molte sequenze.
Mike Stone appare solamente nel combattimento finale, al posto di Franco Nero, nei panni del ninja bianco.
Il film viene girato nelle Filippine fra il gennaio ed il febbraio del 1981, ed esce negli Stati Uniti il 2 ottobre 1981. Malgrado sia un prodotto di bassa qualità, i combattimenti sono ben curati, tanto che alla sua uscita il film segna la nascita di una mania cinematografica che attraverserà tutti gli anni ottanta: la "Ninja mania".
In un piccolo ruolo, il film vede la presenza di Robert Wall, l'attore che anni prima aveva interpretato il ruolo di O'Hara ne I 3 dell'Operazione Drago a fianco di Bruce Lee.
Il rapporto e la genesi dei personaggi dei G.I.JOE, Snake Eyes e Storm Shadow, sono palesemente ispirati a questo film.